# Cartosat-2F
Cartosat-2F (Cartosat 2S4) ist ein indischer Erdbeobachtungssatellit aus der Indian-Remote-Sensing-Reihe. Er ist eine beinahe identische Kopie von Cartosat-2C, -2D und -2E.
Er wurde am 12. Januar 2018 um 3:59 UTC mit einer PSLV-Rakete vom Raketenstartplatz Satish Dhawan Space Centre auf Sriharikota aus gestartet. Die geplante Lebensdauer beträgt 5 Jahre.
Neben Cartosat-2F wurden 31 weitere Minisatelliten aus Finnland, Frankreich, Indien, Kanada, Südkorea, dem Vereinigten Königreich und den Vereinigten Staaten ins All gebracht. Diese waren: INS-1C (11 kg), LEO-1 (168 kg), Carbonite-2 aka VividX2 (100 kg), ICEYE POC-1, Landmapper BC3 (10 kg), Arkyd 6A (10 kg), Cicero-7 (~10 kg), PicSat (~3,5 kg), 4 × Lemur-2 (4,7 kg), 4 × Flock-3p', MicroMAS-2 (3,8 kg), Canyval-X (Tom and Jerry, 2,7 + 1 kg), KHUSat-03 (3,2 kg), KAUSat-5 (4 kg), CNUSAIL-1 (4 kg), STEP Cube Lab (1 kg), Fox-1D (1,5 kg), 4 × Spacebee, Tyvak-61C, Microsat-TD und DemoSat-2.